# Sắt tetracarbonyl hydride
Sắt tetracarbonyl hydride còn gọi là tetracarbonyldihydroiron, sắt dihydrotetracarbonyl hay dihydroiron tetracarbonyl là một hợp chất cơ kim có công thức hóa học H2Fe(CO)4. Hợp chất này là hydride kim loại đầu tiên được phát hiện. Chất lỏng màu vàng nhạt này bền ở nhiệt độ thấp nhưng bị phân hủy nhanh chóng ở nhiệt độ trên −20 ℃.

## Cấu trúc và tính chất
Sắt tetracarbonyl hydride có nhóm {\displaystyle {\ce {Fe(CO)4}}} có đối xứng phân tử C2v với hình học trung gian giữa hình bát diện và hình tứ diện. Được xem như một phức chất bát diện, các phối tử hydride là cis. Được xem như một phức chất của nhóm {\displaystyle {\ce {Fe(CO)4}}} dạng tứ diện, các hydride chiếm các mặt liền kề của tứ diện. Mặc dù cấu trúc của tetracarbonyliron với các nguyên tử hydro liên kết như một phối tử {\displaystyle {\ce {H2}}} đơn lẻ đã được đề xuất như một chất trung gian trong một số phản ứng sắp xếp lại, trạng thái bền của hợp chất có hai nguyên tử là phối tử độc lập.

## Một số phương pháp điều chế

### Phương pháp 1
Cho bari hydroxide tác dụng với sắt pentacarbonyl:
| {\displaystyle {\ce {Ba(OH)2}}}+{\displaystyle {\ce {->}}}{\displaystyle {\ce {BaCO3}}}+ |
| ---------------------------------------------------------------------------------------- |

### Phương pháp 2
Cho sắt pentacarbonyl tác dụng với hydro:
| + {\displaystyle {\ce {->}}}+ |